# Microbisium pygmaeum
Microbisium pygmaeum es una especie de arácnido del orden Pseudoscorpionida de la familia Neobisiidae.

## Distribución geográfica
Se encuentra en Corea y Japón.